# Pemphigostola synemonistis
Pemphigostola synemonistis là một loài bướm đêm trong họ Noctuidae.